# Mercury Records
Mercury Records è una casa discografica statunitense. Si tratta di una delle maggiori case discografiche del '900.

## Storia
Fondata nel 1945 a Chicago (Illinois) dai discografici Irving Green, Berle Adams e Arthur Talmadge, sin dagli inizi l'azienda volle dotarsi di presse con un impianto automatizzato funzionante 24 ore su 24, per contrastare la concorrenza di Columbia, RCA Victor e della britannica Decca Records. Fra i primi artisti ingaggiati vi furono Frankie Laine, Vic Damone e Patti Page.
Nel 1947 il musicista e manager Jack Rael propose a Patti Page un brano originariamente destinato a Vic Damone. Questo brano, intitolato Confess, prevedeva un controcanto maschile (un'altra versione era stata infatti eseguita da Doris Day e Buddy Clark). All'epoca la Mercury non disponeva dei mezzi economici per pagare il compenso a un secondo cantante e Rael decise che la Page avrebbe registrato entrambe le voci. Nacque così, quasi per caso, la sovraincisione (overdubbing), tecnica che in seguito verrà largamente usata da altri artisti, ma la cantante divenne celebre passando alla storia come la prima a essersi servita di questo effetto.
La Mercury non si limiterà a scoprire e ingaggiare nuovi talenti, ma opererà anche come distributrice di musica indipendente, e pubblicherà negli anni un vasto numero di titoli anche sotto l'etichetta EmArcy, che si caratterizzerà come etichetta di musica jazz, e la Living Presence, che pubblicherà titoli di musica classica.
Negli anni del dopoguerra l'unico supporto sonoro era il 78 giri. Bisognerà attendere i primi anni cinquanta per lo sviluppo del long playing e ancora qualche anno per il microsolco 33 giri. La Mercury portò importanti innovazioni tecniche nel campo della registrazione sonora: nel 1951 lanciò il living presence, una tecnica di registrazione con un solo microfono multidirezionale, grazie al quale l'ascoltatore aveva la precezione di essere in presenza dell'orchestra (il primo disco inciso con questa tecnica fu nel 1951 Quadri di un'esposizione di Mussorgsky, eseguita dalla Chicago Symphony Orchestra diretta da Rafael Kubelík). Nel 1955 si passò all'utilizzo di tre microfoni, di cui uno disposto al centro dell'orchestra e gli altri ai due lati, per ottenere l'ampiezza e la profondità dell'effetto stereofonico. Un'altra innovazione fu l'utilizzo di nastri magnetici da 35 mm anziché da mezzo pollice, che consentivano una migliore risposta in frequenza.
Tra gli artisti prodotti nei primi anni dalla Mercury vi furono: i The Platters, Dinah Washington, Jerry Lee Lewis, Sarah Vaughan, Johnny Cash, Carl Perkins e Chuck Berry.
Nel 1961 la casa discografica olandese Philips firmò un accordo con la Mercury per curarne la distribuzione fuori dagli Stati Uniti, e successivamente la acquistò. Nel 1972 Philips, Polydor e Deutsche Grammophon si unirono coniando l'etichetta PolyGram.
Nel 1982 passò sotto il controllo PolyGram anche la Casablanca Records, etichetta celebre per i successi incisi dai Kiss, da Donna Summer e dai Village People.
Nel 1998 la PolyGram fu acquisita dal gruppo Seagram, che fondò la Universal Music Group, una delle quattro major che si contendono il mercato discografico mondiale. Dal 2000 la Universal diventò di proprietà della francese Vivendi e della Mercury conservò ancora il catalogo per alcuni grandi artisti come U2, The Killers o Arcade Fire.
Nel 2011 la Mercury ha deciso di non pubblicare più singoli (in cd e in vinile, anche se per quest'ultimo supporto, la produzione era già sospesa da anni) ma solo in formato digitale, considerando anche che la maggior parte della musica degli ultimi anni veniva acquistata attraverso il download dal web.

### Italia
In Italia l'etichetta aprì la sua sede nel 1965 dopo l'accordo con la Philips, ed entrò a far parte del gruppo Phonogram. Dall'anno successivo, iniziò le sue prime pubblicazioni discografiche che raggiungeranno la massima distribuzione nel biennio 1969-70.
Tra gli artisti pubblicati Nancy Cuomo, Pilade, il gruppo progressive De De Lind e, in seguito, Franco Battiato e Fabio Concato. L'etichetta ha distribuito, inoltre, numerose edizioni italiane di artisti stranieri (come i greci Aphrodite's Child).
L'ufficio italiano della Mercury Records si trova a Milano.

## Dischi
La datazione qui riportata si basa sull'etichetta del disco o sulla copertina; qualora nessuno di questi elementi abbia una datazione, è basata sulla numerazione del catalogo; talora è, infine, basata sul codice della matrice di stampa. Se esistenti, sono riportati, oltre all'anno, il mese e il giorno (quest'ultimo dato si trova, a volte, stampato sul vinile).

### 33 giri
| Numero di catalogo | Anno | Interprete                            | Titoli                                            |
| ------------------ | ---- | ------------------------------------- | ------------------------------------------------- |
| 6323 901 A         | 1973 | De De Lind                            | Io non so da dove vengo...                        |
| 818 685 1          | 1984 | Alessandro Veronesi, Fabio Ragghianti | Still Up                                          |
| 826 620 1          | 1985 | Esecutori Vari                        | A me mi piace (colonna sonora originale del film) |
|                    | 1990 | Esecutori Vari                        | Festival di Sanscemo 1990                         |
| 848 055 1          | 1991 | Golden Age                            | Chains                                            |
| 848 664 1          | 1991 | Al Caprone Bang                       | Mitradisco                                        |
| 512 901-1          | 1992 | Fabio Concato                         | In viaggio                                        |

### 45 giri
| Numero di catalogo | Anno        | Interprete                      | Titoli                                                |
| ------------------ | ----------- | ------------------------------- | ----------------------------------------------------- |
| 70231              | 1957        | The Diamonds                    | Little darlin'/Faithful and true                      |
| 70359              | 1958        | The Gaylords                    | Flamingo l'amore/I'm longin' for love                 |
| 70479              | 1961        | Georgia Gibbs                   | I Want You To Be My Baby / Autumn Leaves              |
| 154 125 MCF        | 1966        | Michel Torr                     | Sempre e solo no / Quella canzone                     |
| 154 243 MCF        | 1966        | Julie Rogers                    | La metà della metà / Le stesse mani, gli stessi occhi |
| 154 277 MCF        | 1966        | Julie Rogers                    | You Never Told Me / Richmond Bridge                   |
| 154 540 MCF        | 1967        | Julie Rogers                    | Quante cose non ti ho detto mai / Dimenticare         |
| 131 300 MCF        | 1968        | Misterbianco                    | Qualcosa resterà / La tua giornata                    |
| 131 301 MCF        | 1969        | Nancy Cuomo                     | Come una rondine/Se ti ho bruciato il cuore           |
| 132 501 MCF        | 1969        | Aphrodite's Child               | Rain and tears/End of the world                       |
| 132 501-F MCF      | 1969        | Aphrodite's Child               | Rain and tears/Don't try to catch a river             |
| 132 502 MCF        | 1969        | Aphrodite's Child               | End of the world/You always stand in my way           |
| 132 502-P MCF      | 1969        | Aphrodite's Child e Nancy Cuomo | End of the world/Come una rondine                     |
| 132 505 MCF        | 1969        | Aphrodite's Child               | I want to live/Magic mirror                           |
| 132 506 MCF        | 1969        | Aphrodite's Child               | Let me love, let me live/Marie Jolie                  |
| 132 508 MCF        | 1969        | Aphrodite's Child               | It's five o'clock/Funky Mary                          |
| 131 302 MCF        | 1969        | Nancy Cuomo                     | Avengers/Concerto d'Autunno                           |
| 133 250 MCF        | 1969        | Aphrodite's Child               | Lontano dagli occhi/Quando l'amore diventa poesia     |
| 6027 001           | 1970        | De De Lind                      | Mille anni/Ti devo lasciare                           |
| 6027 002           | 1970        | Pilade                          | Tacata/L'universo                                     |
| 6027 003           | 1971        | De De Lind                      | Signore dove va/Torneremo ancora                      |
| 6027 004           | 1971        | Gruppo 2001                     | Addio primo amore/Carla                               |
| 6027 005           | 1971        | Fugain et le Big Bazar          | Estate insieme/Les Gentil, Les Mechants               |
| 6027 007           | 1971        | Suan                            | Canto di ringraziamento/Pazzia                        |
| 6027 008           | 1975        | Gruppo 2001                     | Per un momento/Nella tua mente solo lui               |
| 6027 009           | 1975        | Gruppo 2001                     | Navigando/Al mio paese                                |
| 6027 010           | Luglio 1979 | Nuggets                         | New York (Harlem Session)/Proud Mary                  |
| 6033 014           | 1976        | Aphrodite's Child               | Rain and tears/I want to live                         |
| 888 256 7          | 1986        | Fabio Frizzi                    | Sensi/We'll die together                              |
| 878 610 7          | 1991        | Golden Age                      | Secret love/Secret love (Golden Version)              |
| 5002 541           | 1999        | Nada                            | Guardami negli occhi/Inganno                          |

### CD
| Numero di catalogo | Anno | Interprete               | Titoli                                                       |
| ------------------ | ---- | ------------------------ | ------------------------------------------------------------ |
| 832 820-2          | 1987 | The Alan Parsons Project | Tales of Mystery and Imagination Edgar Allan Poe - Remix '87 |
| 848 055-4          | 1991 | Golden Age               | Chains                                                       |
| 848 055-4          | 1992 | Esecutori Vari           | Festival di Sanscemo '92                                     |
| 522 347-2          | 1994 | Massimo Bubola           | Doppio lungo addio                                           |
| 526 765-2          | 1995 | Esecutori Vari           | Gli italiani cantano i Beatles                               |
| 528 152-2          | 1995 | Mimmo Locasciulli        | Uomini                                                       |
| 528 563-2          | 1995 | Manrico Mologni          | Canzoni al cielo                                             |
| 528 837-2          | 1995 | Popularia                | Popularia 82/95                                              |
| 558 379-2          | 1998 | Mimmo Locasciulli        | Il futuro                                                    |